# Siège de Cesaraugusta
Pour les articles homonymes, voir Siège de Saragosse.
En 541, Caribert Ier et son frère Clotaire Ier, rois mérovingiens, envahirent le royaume wisigoth atteignant Pampelune et assiégeant Cesaraugusta. Les Francs assiégèrent la ville pendant 49 jours avant d'accepter des pots de vin de Theudigisel et de rentrer dans leur royaume sans avoir pillé la ville.
Une relique de saint Vincent de Saragosse, sa tunique, aurait notamment été prise ce qui aurait engendré la création de l'abbaye de Saint-Germain-des-Prés.

## Sources
- (es) DiCom Medios SL, « Gran Enciclopedia Aragonesa Online », sur www.enciclopedia-aragonesa.com (consulté le 28 février 2022)

- « SPAIN: VANDALS, SUEVI & VISIGOTHS », sur fmg.ac (consulté le 28 février 2022)
- Grégoire de Tours, Historia francorum

1. ↑  J.-P. Migne, Dictionnaire des abbayes ou monastères, 1856

- (es) DiCom Medios SL, « Gran Enciclopedia Aragonesa Online », sur www.enciclopedia-aragonesa.com (consulté le 4 mars 2022)